# Final da Copa América de 2011
A final da Copa América 2011 foi a partida final da Copa América 2011, torneio internacional de futebol que foi disputado na Argentina de 1 a 24 de julho de 2011. O jogo foi disputado em 24 de julho no Estádio Monumental Antonio Vespucio Liberti, em Buenos Aires, entre o Uruguai e o Paraguai .

## Background
A final marcou a primeira vez desde 2001 que nem Argentina nem Brasil competiram entre si pelo título. Tanto o Uruguai quanto o Paraguai entraram no jogo, tendo vencido a competição várias vezes. O Uruguai detinha o recorde conjunto de 14 títulos da Copa América, tendo vencido pela última vez em 1995 . Sua última aparição final foi em 1999, quando foram derrotados pelo Brasil. O Paraguai é duas vezes vencedor da competição, tendo vencido o torneio pela última vez em 1979 . Esse ano também marcou a última vez que o Paraguai chegou à final do torneio. O Paraguai chegou à final sem vencer um único jogo no torneio.
O Uruguai venceu a partida por 3 a 0 e conquistou sua 15ª Copa América; O Paraguai, como vice-campeão do torneio, conquistou a Copa Bolívia. Com a vitória, o Uruguai ganhou o direito de representar a CONMEBOL na Copa das Confederações da FIFA de 2013 no Brasil .

## Rota até a final
| Team    | Pld | W | D | L | GF | GA | GD | Pts |
| ------- | --- | - | - | - | -- | -- | -- | --- |
| Chile   | 3   | 2 | 1 | 0 | 4  | 2  | +2 | 7   |
| Uruguai | 3   | 1 | 2 | 0 | 3  | 2  | +1 | 5   |
| Peru    | 3   | 1 | 1 | 1 | 2  | 2  | 0  | 4   |
| México  | 3   | 0 | 0 | 3 | 1  | 4  | −3 | 0   |

| Team      | Pld | W | D | L | GF | GA | GD | Pts |
| --------- | --- | - | - | - | -- | -- | -- | --- |
| Brasil    | 3   | 1 | 2 | 0 | 6  | 4  | +2 | 5   |
| Venezuela | 3   | 1 | 2 | 0 | 4  | 3  | +1 | 5   |
| Paraguai  | 3   | 0 | 3 | 0 | 5  | 5  | 0  | 3   |
| Equador   | 3   | 0 | 1 | 2 | 2  | 5  | −3 | 1   |

## Detalhes da partida
| 24 de junho   | Uruguai                      | 3 – 0 | Paraguai | Estádio Monumental de Nuñez, Buenos Aires   |
| 16:00 (UTC−3) | Suárez 11' · Forlán 41', 89' |       |          | Público: 65 921 Árbitro: BRA Sálvio Spínola |

|  |

| GK             | 1  | Fernando Muslera    |     |     |
| RB             | 16 | Maxi Pereira        | 29' |     |
| CB             | 2  | Diego Lugano (c)    |     |     |
| CB             | 4  | Sebastián Coates    | 85' |     |
| LB             | 22 | Martín Cáceres      | 17' | 88' |
| RM             | 20 | Álvaro González     |     |     |
| CM             | 15 | Diego Pérez         | 24' | 69' |
| CM             | 17 | Egidio Arévalo Ríos |     |     |
| LM             | 11 | Álvaro Pereira      |     | 63' |
| CF             | 10 | Diego Forlán        |     |     |
| CF             | 9  | Luis Suárez         |     |     |
| Substitutions: |    |                     |     |     |
| FW             | 21 | Edinson Cavani      |     | 63' |
| MF             | 8  | Sebastián Eguren    |     | 69' |
| DF             | 3  | Diego Godín         |     | 88' |
| Manager:       |    |                     |     |     |
| Óscar Tabárez  |    |                     |     |     |

| GK              | 1  | Justo Villar (c)     |     |     |
| RB              | 3  | Iván Piris           |     |     |
| CB              | 14 | Paulo da Silva       |     |     |
| CB              | 2  | Darío Verón          |     |     |
| LB              | 4  | Elvis Marecos        |     |     |
| RM              | 13 | Enrique Vera         | 57' | 64' |
| CM              | 20 | Néstor Ortigoza      |     |     |
| CM              | 15 | Víctor Cáceres       | 26' | 64' |
| LM              | 16 | Cristian Riveros     |     |     |
| CF              | 18 | Nelson Haedo Valdez  |     |     |
| CF              | 7  | Pablo Zeballos       |     | 76' |
| Substitutions:  |    |                      |     |     |
| LWB             | 21 | Marcelo Estigarribia |     | 64' |
| RWB             | 23 | Hernán Pérez         |     | 64' |
| FW              | 19 | Lucas Barrios        |     | 76' |
| Manager:        |    |                      |     |     |
| Gerardo Martino |    |                      |     |     |

| Homem do jogo: Luis Suárez Árbitros Assistentes: BRA Márcio Santiago CHI Francisco Mondría Quarto árbitro: CHI Enrique Osses |